# Piazza Perin del Vaga
Piazza Perin del Vaga è una piazza con isola pedonale di Roma sita nel quartiere Flaminio.

## Storia
La piazza è stata realizzata presumibilmente negli anni 1920 nell'ambito della costruzione del progetto di edilizia popolare Flaminio II redatto dall'Istituto per le Case Popolari (ICP) e già inserito nel piano regolatore di Roma del 1909; i lotti del progetto sono stati realizzati rispettivamente da Mario De Renzi (lotto I) e Alessandro Limongelli (lotti II e III) mentre i fabbricati esterni sono stati progettati da Giuseppe Wittinch e Tito Bruner. Il nome della piazza era già presente nel Dizionario toponomastico del 1935.
Nel 2019 è stata inaugurata la riqualificazione della piazza come isola pedonale, curata dalla municipalizzata Roma Servizi per la Mobilità.

## Descrizione
La piazza è di forma ellittica ed è compresa tra piazza Melozzo da Forlì e l'incrocio tra via Girolamo Muziano e via Masolino da Panicale, venendo circondata dai palazzi residenziali in stile neorinascimentale. Ai lati della piazza sono presenti due fontane con delfini in travertino, realizzate intorno al 1926 e attribuite all'architetto Pietro Lombardi.
Al centro della piazza è presente il leccio Tutta Roma, un esemplare di Quercus ilex, già in età avanzata nei primi anni del 1900, che deve il suo nome all'usanza dei bambini del quartiere di arrampicarvisi sopra (prima della realizzazione dei palazzi) ed esclamare la frase in dialetto romanesco: "Anvedi da quassù se vede tutta Roma!". L'albero avrebbe dovuto essere abbattuto per consentire la costruzione del complesso edilizio circostante ma fu salvato da una mobilitazione popolare.